# Almesquí
L'almesquí (Narcissus assoanus) és una petita planta amb flors grogues que creix sobre sòls molt prims fins als 1.200 m a les muntanyes mediterrànies. Planta perenne calcícola que creix sobre prats secs, codines i allà on el sòl és escàs. La mida és molt variable, pot arribar a uns 30 cm, comptant-hi la tija florífera, que surt del bulb. Les fulles, de dues a quatre, són linears i filiformes, gairebé cilíndriques i acanalades, d'entre 1 i 2 mm d'amplada i de color verd fosc. Les flors apareixen entre febrer i juny, acostumen a ser solitàries i amb menys freqüència en umbel·la (inflorescència en la qual les flors que surten del mateix punt del peduncle). Les flors, de 15 a 22 mm, presenten 6 tèpals i una corona curta, són hermafrodites i molt perfumades. La pol·linització es fa per mitjà d'insectes (entomògama). El fruit és una càpsula el·lipsoïdal, la dispersió de les llavors es fa per gravetat (baròcora).

## Taxonomia
Narcissus assoanus va ser descrita per Dufour ex-Schult. & Schult.f. i publicat a Systema Vegetabilium 7: 962, a l'any 1830.
Etimologia
Narcissus nom genèric que fa referència al jove narcisista de la mitologia grega Νάρκισσος (Narkissos), fill del déu riu Cefís i de la nimfa Liríope, que es distingia per la seva bellesa.
El nom deriva de la paraula grega: ναρκὰο, narkào (= narcòtic) i es refereix a l'olor penetrant i embriagant de les flors d'algunes espècies (alguns sostenen que la paraula deriva de la paraula persa نرگس i que es pronuncia Nargis, que indica que aquesta planta és embriagadora).
assoanus: nom en honor d'Ignacio Jordán Claudio de Asso y del Río (1742-1814), científic saragossà de talla internacional, químic, botànic, jurista i economista, destacat representant de la Il·lustració espanyola i aragonesa.
Varietats
- Narcissus assoanus subsp. assoanus
- Narcissus assoanus var. palearensis (Romo) Barra
- Narcissus assoanus var. parviflorus (Pau) Barra
- Narcissus assoanus subsp. praelongus Barra & G.López

Sinonímia
- Narcissus juncifolius var. assoanus (Dufour ex Schult. & Schult.f.) Nyman
- Narcissus × odorus subsp. assoanus (Dufour ex Schult. & Schult.f.) K.Richt.
- Queltia assoana (Dufour ex Schult. & Schult.f.) Kunth[3]